# مراته
مراته (به ایتالیایی: Merate) یک کومونه در ایتالیا است که در استان لکو واقع شده‌است. مراته ۱۱ کیلومتر مربع مساحت و ۱۴٬۸۷۲ نفر جمعیت دارد و ۲۹۲ متر بالاتر از سطح دریا واقع شده‌است.

## خواهرخوانده
شهرهای بوژانسه و کاپلن خواهرخوانده‌های مراته هستند.